# Kompania graniczna KOP „Leonpol”

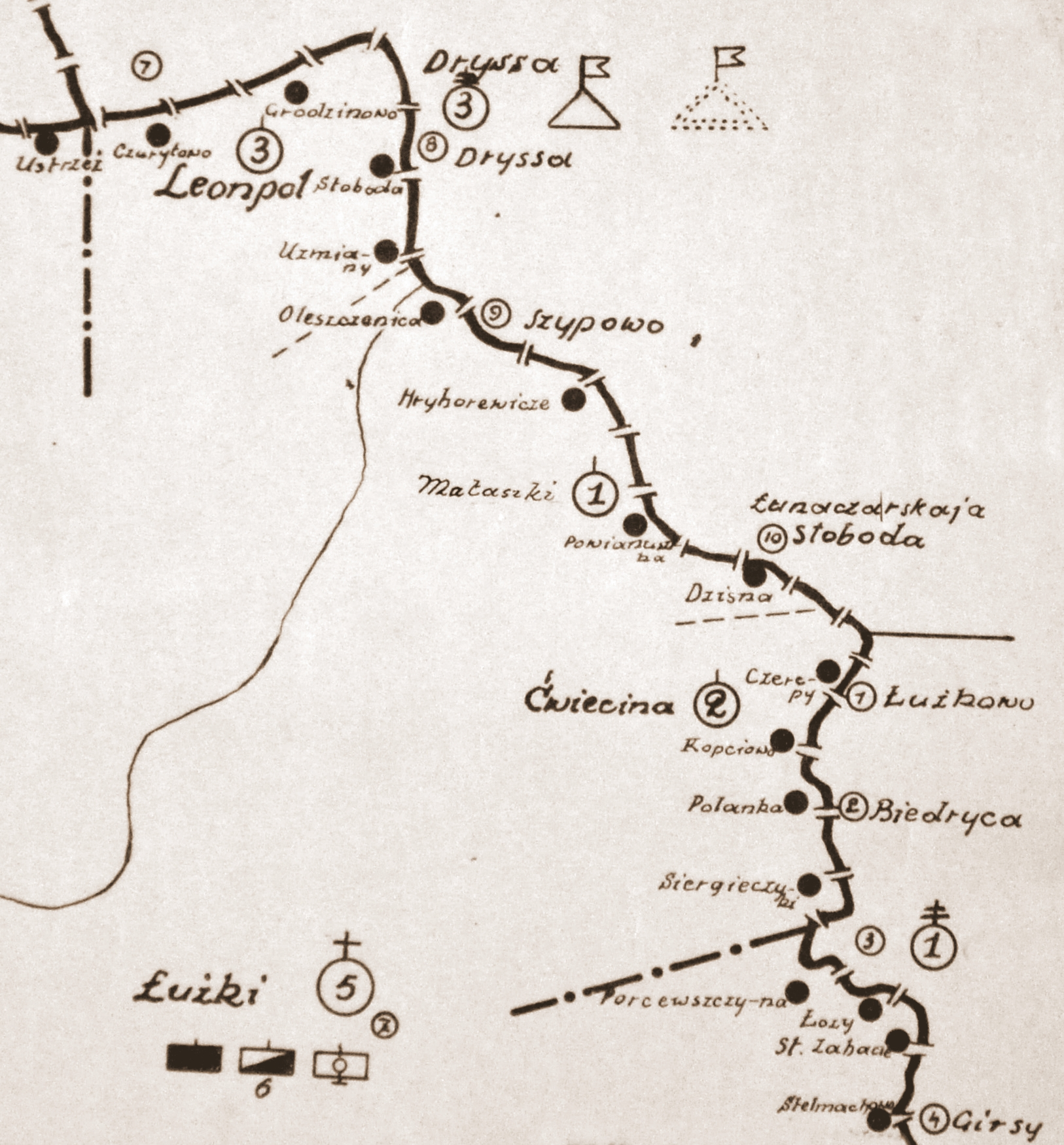
Batalion KOP „Łużki” w 1931

Kompania graniczna KOP „Leonpol” – pododdział graniczny Korpusu Ochrony Pogranicza.

## Formowanie i zmiany organizacyjne
Na podstawie rozkazu szefa Sztabu Generalnego L. dz. 12044/O.de B./24 z 27 września 1924, w pierwszym etapie organizacji Korpusu Ochrony Pogranicza sformowano 5 batalion graniczny, a w jego składzie 3 kompanię graniczną KOP. W listopadzie 1936 kompania liczyła 2 oficerów, 8 podoficerów, 4 nadterminowych i 82 żołnierzy służby zasadniczej.
W 1939 3 kompania graniczna KOP „Leonpol” podlegała dowódcy batalionu KOP „Łużki”.

## Służba graniczna
Podstawową jednostką taktyczną Korpusu Ochrony Pogranicza przeznaczoną do pełnienia służby ochronnej był batalion graniczny. Odcinek batalionu dzielił się na pododcinki kompanii, a te z kolei na pododcinki strażnic, które były „zasadniczymi jednostkami pełniącymi służbę ochronną”, w sile półplutonu. Służba ochronna pełniona była systemem zmiennym, polegającym na stałym patrolowaniu strefy nadgranicznej i tyłowej, wystawianiu posterunków alarmowych, obserwacyjnych i kontrolnych stałych, patrolowaniu i organizowaniu zasadzek w miejscach rozpoznanych jako niebezpieczne, kontrolowaniu dokumentów i zatrzymywaniu osób podejrzanych, a także utrzymywaniu ścisłej łączności między oddziałami i władzami administracyjnymi. Miejscowość, w którym stacjonowała kompania graniczna, posiadała status garnizonu Korpusu Ochrony Pogranicza.
3 kompania graniczna „Leonpol” w 1934 ochraniała odcinek granicy państwowej szerokości 2 kilometrów 50 metrów. Po stronie sowieckiej granicę ochraniała zastawa „Dryssa” z komendantury „Dryssa” .
Sąsiednie kompanie graniczne:
- 1 kompania graniczna KOP „Druja” ⇔ 1 kompania graniczna KOP „Małaszki” – 1928[8], 1931[7] , 1932[9], 1934[10] i w 1938[11]

## Walki w 1939
17 września odwód kompanii KOP „Leonpol” atakował sowiecki oddział w sile ok. 3 kompanii kpt. Faworskiego. Wspierał go pociąg pancerny nr 16. Odwód, wspólnie onsadą strażnicy „Leonpol” stawił opór. Po krótkotrwałej walce, Polacy wycofali się do lasu majątku Leonpol. W starciu zginęło 3 żołnierzy polskich, w tym dowódca kompanii por. Witold Połoński. Według sowieckich źródeł, do 4:45 mieli oni wziąć do niewoli 1 oficera i 30 szeregowych, a potem liczba jeńców wzrosła do 59. Wydaje się ona liczbą znacznie zawyżoną. Być może „jeńcami” stali się także aresztowani cywile. Pozostali obrońcy Leonpola przeszli do Dołhinowa. Nie mogąc dotrzeć w rejon koncentracji baonu, wobec oskrzydlenia przez Sowietów, ostatecznie przekroczyli granicę łotewską.
Tak walki relacjonuje Julian Białowąs z Leonpola:

Napaść nastąpiła 17 września około 4 rano. Nasi KOP-owcy nie dali się zaskoczyć. Przywitali bolszewików ogniem, ale walka była nierówna. Bolszewików były setki, a z naszej strony kilka dwuosobowych patroli oraz slaby odwód kompanii i nieliczna załoga strażnicy. Strażnica KOP-u położona w odległości 200 metrów od Dźwiny opustoszała. Punkty ogniowe nad brzegiem Dźwiny bolszewicy przykryli ogniem z granatników. (...) Zginął ranny w obie nogi erkaemista, który zacisnąwszy je paskiem od spodni bronił się do wyczerpania amunicji. Miody porucznik tylko w koszuli biegł z kwatery prywatnej do budynku kompanii. Prawie u celu został osaczony przez napastników. Zabił trzech, ale sam został zakłuty bagnetami. Bolszewicy twierdzili, że zabił ich komandira. Zginął też krawiec kompanijny. W czasie strzelaniny przed budynkiem wyskoczył przez okno wprost pod lufę czerwonoarmisty.

## Struktura organizacyjna
Strażnice kompanii w latach 1928–1929
- strażnica KOP „Czuryłowo”
- strażnica KOP „Grudzinowo”
- strażnica KOP „Dworczany”
- strażnica KOP „Słoboda”
- strażnica KOP „Uźmiany”[c]

Strażnice kompanii w latach 1931–1932 
- strażnica KOP „Czuryłowo”[d]
- strażnica KOP „Grodzinowo”[e]
- strażnica KOP „Słoboda”[f]
- strażnica KOP „Uzmiany”[g]

Strażnice kompanii w latach 1934–1935
- strażnica KOP „Czuryłowo”
- strażnica KOP „Leonpol”
- strażnica KOP „Grudzinowo”
- strażnica KOP „Słoboda”
- strażnica KOP „Uzmiany”

W 1934 powstała strażnica KOP „Leonpol”
Strażnice kompanii w 1938
- strażnica KOP „Czuryłowo”
- strażnica KOP „Leonpol”
- strażnica KOP „Słoboda”

Organizacja kompanii 17 września 1939:
- dowództwo kompanii
- pluton odwodowy
- 1 strażnica KOP „Czuryłowo”
- 2 strażnica KOP „Leonpol”
- 3 strażnica KOP „Słoboda”

## Dowódcy kompanii
- kpt. Adam Szymański (był 30 IX 1928 – 21 XI 1928 → przesunięty na dowódcę 1 kompanii granicznej)[19]
- kpt. Adam Litwiński (24 XI 1928 –)[19]
- kpt. Stanisław Michalak (24 XI 1928[19]  – III 1932[20][21])
- kpt. Jan Perenc (16 XII 1932 – 19 III 1934 → przeniesiony do 60 pp)[19]
- kpt. Jan Witkowski (16 IV 1934 –)[19]
- kpt. Tadeusz Sochacki[h] (- 1939)
- por. Witold Połoński (1939)